# 巴洛奇基
47°29′1″N 36°27′20″E / 47.48361°N 36.45556°E
巴洛奇基（烏克蘭語：Балочки）是位於烏克蘭東南部的村莊，由扎波羅熱州波洛希區的費多里夫卡市鎮負責管轄。該村始建於1900年，面積2.16平方公里，海拔高度173米，2001年人口443，人口密度每平方公里205.5人。